# غانتارس ديمانس
غانتارس ديمانس (مواليد 4 مارس 1983) هو سبّاح لاتفي، مثّل بلاده في الألعاب الأولمبية الصيفية 2004.

## روابط خارجية
غانتارس ديمانس على موقع الاتحاد الدولي للسباحة (الإنجليزية)
- غانتارس ديمانس على موقع SwimRankings.net (الإنجليزية)
- غانتارس ديمانس على موقع اللجنة الأولمبية الدولية (الإنجليزية)
- غانتارس ديمانس على موقع أوليمبيديا (الإنجليزية)
- غانتارس ديمانسعلى موقع اللجنة الأولمبية اللاتفية (مؤرشف) (اللاتفية)